# Oelitsa Gortsjakova
Oelitsa Gortsjakova (Russisch: Улица Горчакова uitspraakⓘ) is een station aan de Boetovskaja-lijn van de Moskouse metro.

## Ligging en ontwerp
Het station is gebouwd volgens een standaardontwerp voor de “lichte metro” door Zuid-Boetovo, als gevolg van het idee achter de lichte metro is het perron slechts 90 meter lang in plaats van de gebruikelijke 160 meter voor metrostations in Moskou. Het hele traject door Zuid-Boetovo ligt op een viaduct en dit station ligt vlak ten westen van de kruising van de lijn met de naamgevende straat. De straat en het station zijn genoemd naar de oud-minister van Buitenlandse Zaken (1856-1882) van Rusland. De enige verdeelhal ligt aan de oostzijde en is met roltrappen verbonden met het oosteinde van het perron. Aan de westkant is er een lift voor rolstoelgebruikers tussen het perron en het maaiveld. Ten westen van het station loopt het viaduct door een groenstrook langs een vijver.

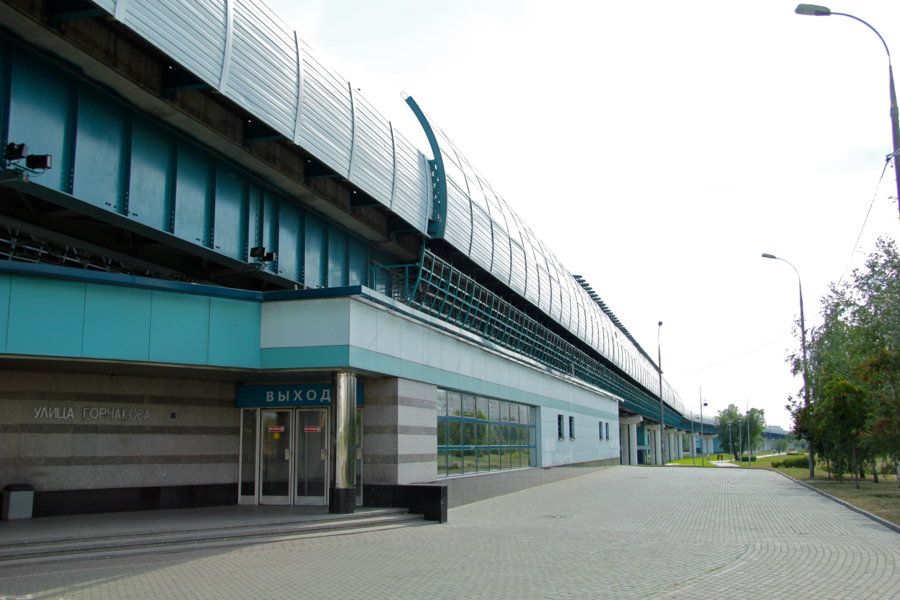
De uitgang
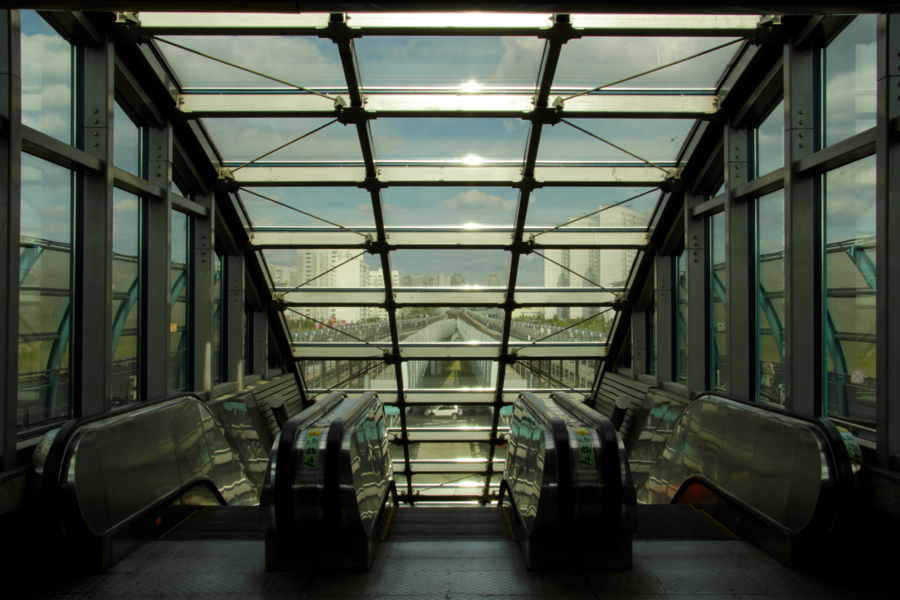
De roltrappen
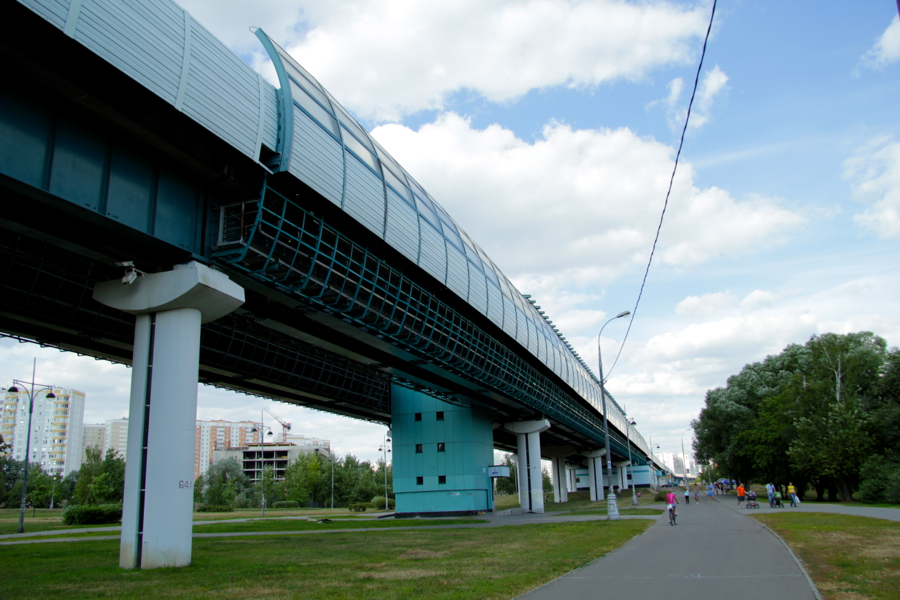
De lift tussen de sporen aan de westkant

Reizigers kunnen bij de bushaltes bij de verdeelhal overstappen op twee buslijnen voor aansluitend vervoer door de buurt. De eerste metro in zuidelijke richting vertrekt om 5:51 uur, in noordelijke richting is het doordeweeks om 5:59 uur en in het weekeinde om 6:01 uur.